# Joshamee Gibbs
Joshamee Gibbs is een personage uit de filmreeks Pirates of the Caribbean. Hij wordt gespeeld door Kevin McNally.
Gibbs is een persoon met veel kennis die tijdens de films de andere personages, en daarmee ook de kijker, vaak van achtergrondinformatie voorziet. Dit geeft hem een belangrijke positie aangezien hij de kijkers snel op de hoogte brengt van bepaalde gebeurtenissen. Zo heeft hij kennis over de muiterij tegen Jack Sparrow en de Kraken.

## Biografie

### Pirates of the Caribbean: The Curse of the Black Pearl
In de openingsscène van Pirates of the Caribbean: The Curse of the Black Pearl is Gibbs aanwezig op het schip dat gouverneur Weatherby Swann en zijn jonge dochter Elizabeth naar Port Royal brengt. Hij is als de dood voor piraten. Wanneer ze langs het wrak van een zojuist aangevallen schip komen is Gibbs ook de eerste die dit herkent als het werk van piraten.
Ergens in de acht jaar die verstrijken tussen de openingsscène en de rest van de film wordt Gibbs ontslagen bij de marine. Er is een kans dat hij onteerd is vanwege het continu jagen op piraten, hoewel hij ook ontslagen kan zijn vanwege zijn drankprobleem (in de film heeft hij altijd wel een fles rum bij zich). Ondanks zijn angst voor piraten wordt hij goede vrienden met Jack Sparrow. Wanneer Jack en Will een nieuwe bemanning zoeken om de achtervolging in te zetten op Hector Barbossa sluit Gibbs zich bij hen aan. Gibbs blijkt op de hoogte te zijn van de vloek die op de piraten van de Black Pearl rust, en hoe die verbroken kan worden.
Na een zeeslag tussen de Interceptor en de Black Pearl wordt Gibbs met de rest van de bemanning gevangengenomen. Hij wordt later bevrijd door Elizabeth en steelt samen met Jack’s bemanning de Black Pearl terug. Aan het eind van de film pikt de crew Jack op wanneer die uit Port Royal ontsnapt. Gibbs blijft op de Pearl.

### Pirates of the Caribbean: Dead Man's Chest
In Pirates of the Caribbean: Dead Man's Chest, werkt Gibbs nog altijd voor Jack op de Black Pearl, en lijkt nu te zijn benoemd tot eerste stuurman hoewel niemand van de bemanning naar hem refereert met deze titel. Hij wordt net als de anderen gevangen door een groep kannibalen, maar gered door Will, die op zoek was naar Jack’s kompas.
Gibbs vergezelt Jack op zijn zoektocht naar de Dead Man’s Chest waarin het hart van Davy Jones zit, aangezien Jack nog bij Jones in het krijt staat en het bijna tijd is voor hem om zijn belofte na te komen.
Gibbs is ook een van de overlevenden wanneer de Pearl wordt vernietigd door de Kraken. Hij sluit zich aan bij Tia Dalma als die vraagt wie er bereid is naar het eind van de wereld te gaan om Jack terug te halen.

### Pirates of the Caribbean: At World's End
Gibbs gaat samen met: Will, Elizabeth, Barbossa en de bemanning van de Black Pearl mee naar Singapore om daar door een list verzonnen, de kaart te bemachtigen van Sao Feng die hen brengt naar Davy Jones' Locker om daar Jack Sparrow te redden. Als ze Jack hebben gevonden moet Gibbs wennen aan het feit dat er nu geen één kapitein is maar twee, want Barbossa & Jack zijn allebei gek op de Black Pearl.
Als ze weer terug zijn in de echte wereld, zijn ze klaar om naar Shipwreck Cove te gaan waar Gibbs zelf niet aan mee doet. In het eindgevecht neemt Gibbs een beetje de touwtjes in handen om de Flying Dutchman overhoop te schieten door behulp van kanonnen, en samen met Barbossa die de Black Pearl commandeert.
Gibbs was de enige van de bemanningsleden die niet was meegegaan wanneer Barbossa de Black Pearl weer steelt, integendeel hij sliep nog toen ze hem achter lieten samen met Jack, Jack maakt hem wakker door rum over hem te gieten, en Gibbs is verbaasd dat ze achter zijn gelaten. Nadat ze een beetje hebben bijgepraat geeft Jack, Gibbs een handdruk en verlaat Gibbs die met twee vrouwen naar de bar gaat, en Jack de 'Bron van de Eeuwige Jeugd' gaat zoeken.

### Pirates of the Caribbean: On Stranger Tides
voorafgaand  de film  Gedurende de volgende jaren na de oorlog tegen piraterij zou Gibbs proberen op het nieuws te luisteren naar nieuws over de verblijfplaats van de Black Pearl. Maar dergelijk nieuws kwam niet op de Pearl, zelfs niet waar ze aanmeerde of de volgende haven maakte. Gibbs zou echter nieuws horen over Jack Sparrow 's zoektocht naar de Fountain of Youth, waaronder een gerucht dat Jack zelf in Londen was om een bemanning te rekruteren in een pub genaamd de Captain's Daughter. In het begin vond Gibbs het vreemd, maar dacht toen dat Jack nooit de meest voorspelbare man was die hij heeft ontmoet. En dus zeilde Gibbs naar Londen om zijn oude kameraad te zoeken.
In de vierde film blijkt Gibbs te zijn gevangen door de Britten, en staat op het punt in Londen opgehangen te worden. Jack redt hem door zich voor te doen als rechter en tot levenslange celstraf te voordelen in plaats van ophanging. Later in de film gaat Gibbs mee met Barbossa, wanneer deze een Britse expeditie naar de fontein van de eeuwige jeugd moet leiden. Barbossa moet Gibbs wel meenemen omdat die Jacks kaart gezien heeft waar de locatie van de bron opstaat. In de climax van de film dringt Gibbs het schip van Zwartbaard binnen en steelt al diens trofeeën en kostbaarheden, waaronder de fles met daarin de gekrompen Black Pearl.